# نيكولاس تسي
نيكولاس تسي (بالصينية: 謝霆鋒) هو رائد أعمال ومغني وموسيقي وكاتب أغاني وممثل كندي وصيني، ولد في 29 أغسطس 1980 بهونغ كونغ في الصين. من الجوائز التي نالها جوائز الموسيقى العالمية وAsian Film Award for Best Supporting Actor ‏.

## أعمال

### أفلام
- (2017) طهي عاصفة

## جوائز
- جوائز الموسيقى العالمية
- Asian Film Award for Best Supporting Actor [الإنجليزية]‏

## وصلات خارجية
- نيكولاس تسي على موقع IMDb (الإنجليزية)
- نيكولاس تسي على موقع ألو سيني (الفرنسية)
- نيكولاس تسي على موقع ميوزك برينز (الإنجليزية)
- نيكولاس تسي على موقع أول موفي (الإنجليزية)
- نيكولاس تسي على موقع قاعدة بيانات الأفلام السويدية (السويدية)
- نيكولاس تسي على موقع ديسكوغز (الإنجليزية)
- نيكولاس تسي على موقع قاعدة بيانات الفيلم (الإنجليزية)
- نيكولاس تسي على موقع كينوبويسك (الروسية)